# Шевченкофобія
Шевченкофо́бія (від грец. φόβος — «страх», «побоювання» Шевченка) — спроба дискредитувати Тараса Шевченка як особу та його творчість. Часто є складовою частиною українофобії.

## Історія
Початок шевченкофобії заклало «жандармське літературознавство» ще з початком поетової творчості. Пізніше до шевченкофобії прилучилися київські поміщики, налякані легендою про те, що поруч із могилою Шевченка в Каневі зарито ножі, якими повсталі селяни зводитимуть з ними рахунки, вони навіть вимагали прислати військо для захисту: через це тривало й відповідне службове листування.
Шевченкофобії стільки ж років, скільки знане ім'я Шевченка. На ниві шевченкофобії працювали масштабні постаті: починаючи з великого критика Віссаріона Бєлінського, високопоставлених православних ієрархів Російської православної церкви дореволюційних часів і закінчуючи сучасними «лицарями» «Русского мира». Всім їм Шевченко був і залишається однаково ненависний.
В кінці XIX — на початку XX століття серйозного «інтелектуального» наповнення шевченкофобії надали київські «русские националисты» і чорносотенці із «Союза русского народа». Вони проводили антишевченківські кампанії під час ювілеїв поета — в 1911 та 1914 роках, коли київська українська громадськість намагалася дістати дозвіл на спорудження пам'ятника поетові й збирала кошти на нього. Кредо чорносотенців висловила газета «Кіевъ» напередодні сотої річниці від дня народження Шевченка: «…Был человек весьма малограмотный, невежественный, не подозревавший о существовании знаков препинания и совершенно неспособный по своему умственному убожеству…».

## Сучасна шевченкофобія
Академік НАН України Іван Дзюба у статті-лекції «Шевченкофобія в сучасній Україні», виголошеній 15 вересня 2006 року у Львівському національному університеті імені Івана Франка, назвав «піонером» сучасної шевченкофобії Олеся Бузину, автора книги «Вурдалак Тарас Шевченко». Учений, доказово дослідивши джерела такого явища , наголосив:
|              | Щоб нація втратила свою життєздатність, дуже важливо дискредитувати основні опорні конструкції її національного самоусвідомлення. І тут, звичайно, Шевченка ніяк не обійти. Воюючи з Шевченком, воюють з Україною, хоч і приховують це з різною мірою вправності . |
| — Іван Дзюба | |

Полемізуючи з думкою «навіщо привертати увагу до таких речей: їх або не знають, або скоро забудуть», Іван Дзюба пише:
|              | На жаль, це не так. Різного роду антишевченківських публікацій більшає і більшатиме, бо шевченкофобія — це прихована (а інколи й неприхована) форма українофобії, яка набирає обертів… |
| — Іван Дзюба | |

За словами другого голови Комітету з Національної премії України імені Тараса Шевченка Романа Лубківського (2006, 2007 рр.) такі газети, як «Сегодня», «Киевские ведомости», «2000», спеціалізуються на шевченкофобії.